# Nembrotha lineolata
Nembrotha lineolata са вид морски коремоноги от семейство Polyceridae. Разпространени са в тропическите зони на Индийския и Тихия океан.

## Разпространение
Това е широко разпространен индо-тихоокеански вид, който се среща от източноафриканското крайбрежие до Австралия, Фиджи и Соломоновите острови. Може да се намери в Бали, Фиджи, Палау, Папуа Нова Гвинея, Малайзия, Япония, островите Керама и Рюкю, Филипините, Сейшелските острови, Танзания и Коморските острови.